# ناحیه ۵، شهرستان بنتون، آرکانزاس
ناحیه ۵، شهرستان بنتون، آرکانزاس (به انگلیسی: Township 5) یک منطقهٔ مسکونی در ایالات متحده آمریکا است که در شهرستان بنتون، آرکانزاس واقع شده‌است. ناحیه ۵ ۱۲٬۷۹۲ نفر جمعیت دارد.